# Centre Superior d'Estudis de la Defensa Nacional
El Centre Superior d'Estudis de la Defensa Nacional (abreujadament CESEDEN) és un òrgan auxiliar de direcció de les Forces Armades d'Espanya, al que correspon impartir els cursos d'Alts Estudis de la Defensa Nacional, així com desenvolupar tasques de recerca i de foment i difusió de la Cultura de Defensa a Espanya. Ocupa dins de la jerarquia orgànica una posició just sota el Cap de l'Estat Major de la Defensa. Funcionalment depèn de la Subsecretaria de Defensa i de la Secretaria General de Política de Defensa. L'abril de 2011 el dirigia el general de divisió Alfonso de la Rosa Morena que fou substituït en maig de 2016 pel tinente general, Rafael Sánchez Ortega.
Del CESEDEN depenen:
- L'Escola Superior de les Forces Armades (ESFAS)
- L'Institut Espanyol d'Estudis Estratègics (IEEE)
- El Centre Conjunt de Desenvolupament de Conceptes (CCDC)
- La Comissió Espanyola d'Història Militar (CEHISMI)